# Hélène Defrance
Pour les articles homonymes, voir Defrance.
Hélène Defrance, née le 11 août 1986 à Clamart, est une athlète de haut niveau en voile olympique de 2006 à 2016.

## Biographie
A l'âge de 11 ans Hélène embarque pour une expédition de dix mois en Méditerranée et sur l'océan Atlantique à bord du catamaran Grandeur Nature. Ce projet éducatif est une aventure humaine intense qui renforce la passion d'Hélène pour la mer.
Elle poursuit ses navigations sur Grandeur Nature les étés suivants puis, entre 15 et 18 ans, elle pratique la voile loisir pendant l'année dans la région de Marseille ; elle découvre également la compétition. Elle intègre le pôle France Voile de Marseille à 19 ans et s'entraine sur le support olympique 470 féminin. Elle est affiliée à l'ASPTT Marseille.
C'est en 2009 que ses résultats apparaissent. Elle est championne d'Europe en 2010 avec sa coéquipière Emmanuelle Rol. L'équipage qu'elles forment n'est cependant pas qualifié pour les JO de Londres.
Après un an d'essai sur le 49er FX (autre support olympique), Hélène s'associe fin 2013 à Camille Lecointre et se relance dans une nouvelle olympiade en 470 féminin. Elle est médaillée de bronze en 470 aux championnats du monde de 2015 et remporte le titre mondial en 2016 avec Camille Lecointre.
Aux Jeux olympiques d'été de 2016, Camille Lecointre et elle décrochent la médaille de bronze en 470.
Hélène a poursuivi ses études dans le domaine de la santé (diététique), se spécialisant en micronutrition en obtenant notamment le D.U Exercice Entrainement Nutrition Micronutrition enseigné par Denis Riché. Depuis fin 2016, elle se consacre à sa profession de diététicienne indépendante, à Perpignan puis à Marseille,.
À partir d'avril 2018, elle fait partie de la commission des athlètes, une instance de dix-huit sportifs présidée par Martin Fourcade qui va travailler à la préparation concrète des Jeux olympiques et paralympiques de 2024.

## Palmarès
- 2016 :
  - 3e aux Jeux Olympiques de Rio (Médaillée de Bronze)
  - 1er au championnat du Monde (Arg)
  - 1er du Championnat Sud Américain (Arg)
  - 3e de la World Cup de Hyères (Fra)

- 2015 :
  - 3e du Championnat du Monde (Isr)
  - 2e des Championnats d'Europe de 470 (Den) avec Camille Lecointre
  - 3e de la World Cup de Hyères (Fra)
  - 2e de la World Cup de Palma (Esp)
  - 3e de la Copa do Brasil (Bra)
  - 4e du Test Event (Bra)
  - 2e du Championnat Sud Américain (Bra)

- 2014 :
  - 4e du Championnat du monde (Esp)
  - 2ede la World Cup de Miami (US)
  - 3e du Championnat du Brésil
  - 2e de la World Cup de Palma (Esp)
  - 4ede la World Cup de Hyères (Fra)
  - 7e du championnat d’Europe (Gre) et 4ème Européenne
  - 7e du Test Event de Rio (Bra)
  - 3e du Championnat Sud Américain (Bra)

- 2013 : 
  - 2e à l’Eurosaf de la Rochelle (Fra)
  - 1er au championnat de France Élite
  - 2e du Grand Prix de l’Armistice (Fra)

- Juillet 2012 – Juin 2013 :
  - Navigation en 49er FX
  - Top 10 à la Régate de Palamos (Esp)
  - 14e à la World Cup de Hyères (Fra)

- 2012 :
  - Engagée dans les sélections pour Londres en 2012
  - 5e du Trophée Princesse Sophia 2012 (Esp)

- 2011 :
  - Pré sélectionnée olympique en 2011
  - 7e au championnat d’Europe (Fin)

- 2010 :
  - 1er des Championnats d'Europe de 470 avec Emmanuelle Rol
  - 2e du classement ISAF WORLD CUP
  - 1er de la Semaine Olympique Française
  - 3e au Trophée Princesse Sophia (Esp)
  - 1er du championnat Nord-Américain
  - 4e de la Rolex Cup (US)

- 2009 : 
  - Sélectionnée en Équipe de France
  - 13e au Championnat du monde (Den)
  - 3e à l’étape World Cup, Medemblik (Ned)

- 2008 : 
  - 4e à l'Olympic Regatta Weymouth
  - 15e au Championnat d’Europe (Ita)

- 2007 :
  - Sélectionnée au Championnat du monde à Cascaïs (Por)
  - 4e au championnat d’Europe (série Jeune)

## Distinction
- Chevalier de l'ordre national du Mérite le 1er décembre 2016[9]